# Remington Model 11-96
A Remington Model 11-96 também conhecida como Euro Lightweight, é uma escopeta semiautomática fabricada pela Remington Arms de 1996 a 1999, e foi nomeada "Shotgun of the Year 1997" pela revista "Shooting Industry".

## Projeto
A Model 11-96 foi uma versão simplificada da Model 11-87. Ela estava disponível apenas no calibre 12, aceitando cartuchos de 2 ¾ (7,0 cm) ou 3 polegadas (7,6 cm). Ela era fornecida com três tubos "chokes".